# Rojewice (gromada)
Rojewice – dawna gromada, czyli najmniejsza jednostka podziału terytorialnego Polskiej Rzeczypospolitej Ludowej w latach 1954–1972.
Gromady, z gromadzkimi radami narodowymi (GRN) jako organami władzy najniższego stopnia na wsi, funkcjonowały od reformy reorganizującej administrację wiejską przeprowadzonej jesienią 1954 do momentu ich zniesienia z dniem 1 stycznia 1973, tym samym wypierając organizację gminną w latach 1954–1972.
Gromadę Rojewice z siedzibą GRN w Rojewicach utworzono – jako jedną z 8759 gromad na obszarze Polski – w powiecie inowrocławskim w woj. bydgoskim, na mocy uchwały nr 24/7 WRN w Bydgoszczy z dnia 5 października 1954. W skład jednostki weszły obszary dotychczasowych gromad Glinno Wielkie, Glinki, Jarki (bez miejscowości Małe Jarki), Osiek Wielki, Osieczek, Rojewice, Starawieś i Zawiszyn ze zniesionej gminy Rojewo w powiecie inowrocławskim, a także obszar dotychczasowej gromady Chrośna oraz część dotychczasowej gromady Leszyce, obejmująca lasy o obszarze 648,29 ha ze zniesionej gminy Solec Kujawski w powiecie bydgoskim w tymże województwie. Dla gromady ustalono 23 członków gromadzkiej rady narodowej.
1 stycznia 1959 z gromady Rojewice wyłączono: a) wieś Chrośna, włączając ją do gromady Solec Kujawski w powiecie bydgoskim, oraz b) część obszarów lasów państwowych Leszczyce (646,2913 ha), włączając ją do gromady Nowawieś Wielka w powiecie bydgoskim w tymże województwie.
1 stycznia 1966 do gromady Rojewice włączono (retroaktywnie) wsie Liszkowice, Jezuicka Struga i Jurancice z gromady Rojewo w tymże powiecie.
1 stycznia 1972 gromadę Rojewice połączono z gromadą Rojewo, tworząc z ich obszarów gromadę Rojewo z siedzibą Gromadzkiej Rady Narodowej w Rojewie w tymże powiecie (de facto gromadę Rojewice zniesiono, włączając jej obszar do gromady Rojewo).